# Голодяйка (Ермаковское сельское поселение)
Голодяйка — деревня в Ермаковском сельском поселении Пошехонского района Ярославской области.

## География
Деревня расположена на севере региона, на левом берегу реки Каменка и правом берегу реки Маткома, в четырнадцати километрах от деревни Гаютино.

## Население
| 2007 | 2010 |
| ---- | ---- |
| 36   | ↘32  |

### Национальный и гендерный состав
Согласно результатам переписи 2002 года, в национальной структуре населения русские составляли 100 % из 38 чел., из них 17 мужчин, 21 женщин.
Согласно результатам переписи 2010 года население составляют 14 мужчин и 18 женщин.

## Инфраструктура

### Образование
В советское время существовала начальная школа, рассчитанная на 20 учеников. Построена в 1934 году. Ныне здание школы используется в качестве жилого дома.
Почтовое отделение №152854, расположенное в селе Гаютино, на март 2022 года обслуживает в деревне 16 домов.

## Транспорт
Голодяйка находится в четырнадцати километрах к северу от деревни Гаютино, расположенной на асфальтированной дороге Р-104 «Сергиев-Посад — Череповец». От Гаютино до Зинкино идёт грунтовая дорога, от Зинкино до Голодяйки — асфальтированная.